# Jacob Lupperger
Jacob Lupperger, magyarosan: Lupperger Jakab (Bécs, 1657. július 25. – Bécs, 1734. február 12.) bölcseleti doktor, Jézus-társasági áldozópap. 

## Élete
1673-ban lépett a rendbe; grammatikát, humaniórákat, retorikát, filozófiát és teológiát tanított Nagyszombatban, Grazban és Bécsben.

## Munkája
- Oratio Funebris In Solennsi Exequjis Exc. ac. Ill. Domini ... Adami Comitis Czobor de Czobor Szent-Mihály ... Dicta a ... in Universitate Tyrnaviensi Professore Ordinario ac p. t. Seniore, Anno X.DC.XCII. Tyrnaviae.

Többi munkái külföldön jelentek meg.